# Râul Todirești
Râul Todirești este un curs de apă, afluent al râului Oii. 